# Dicaeum
Genre
Dicaeum est un genre de passereaux de la famille des Dicaeidae. Il comprend 42 espèces de dicée.

## Liste des espèces
D'après la classification de référence (version 15.1, 2025) du Congrès ornithologique international (ordre phylogénique) :
- Dicaeum dayakorum – Dicée à lunettes
- Dicaeum annae – Dicée de la Sonde
- Dicaeum aureolimbatum – Dicée à flancs jaunes
- Dicaeum nigrilore – Dicée à calotte olive
- Dicaeum anthonyi – Dicée couronné
- Dicaeum kampalili – Dicée du Kampalili
- Dicaeum bicolor – Dicée bicolore
- Dicaeum australe – Dicée des Philippines
- Dicaeum haematostictum – Dicée à poitrine noire
- Dicaeum retrocinctum – Dicée de Mindoro
- Dicaeum quadricolor – Dicée quadricolore
- Dicaeum trigonostigma – Dicée à ventre orange
- Dicaeum hypoleucum – Dicée à ventre blanc
- Dicaeum erythrorhynchos – Dicée à bec rouge
- Dicaeum concolor – Dicée concolore
- Dicaeum minullum – Dicée olivâtre
- Dicaeum virescens – Dicée des Andaman
- Dicaeum pygmaeum – Dicée pygmée
- Dicaeum nehrkorni – Dicée à tête rouge
- Dicaeum erythrothorax – Dicée à gorge blanche
- Dicaeum schistaceiceps – Dicée d'Halmahera
- Dicaeum vulneratum – Dicée cendré
- Dicaeum pectorale – Dicée à plastron
- Dicaeum geelvinkianum – Dicée de Geelvink
- Dicaeum nitidum – Dicée des Louisiade
- Dicaeum eximium – Dicée des Bismarck
- Dicaeum aeneum – Dicée des Salomon
- Dicaeum tristrami – Dicée de San Cristobal
- Dicaeum igniferum – Dicée porte-flamme
- Dicaeum maugei – Dicée de Maugé
- Dicaeum keiense – Dicée à poitrine rose
- Dicaeum hirundinaceum – Dicée hirondelle
- Dicaeum celebicum – Dicée des Célèbes
- Dicaeum monticolum – Dicée de Bornéo
- Dicaeum ignipectus – Dicée à gorge feu
- Dicaeum cambodianum – Dicée du Cambodge
- Dicaeum beccarii – Dicée de Beccari
- Dicaeum luzoniense – Dicée de Luçon
- Dicaeum sanguinolentum – Dicée sanglant
- Dicaeum rhodopygiale – Dicée de Flores
- Dicaeum wilhelminae – Dicée de Wilhelmina
- Dicaeum hanieli – Dicée de Haniel
- Dicaeum cruentatum – Dicée à dos rouge
- Dicaeum trochileum – Dicée à tête écarlate